# إستير شكاليم
إستير شكاليم (بالعبرية: אסתר שקלים؛ مواليد 19 يناير 1954) هي نسوية مزراحية إسرائيلية، وشاعرة نسوية. شكاليم باحثة في الجاليات اليهودية وأمينة للفن اليهودي. تصف شقاليم في شعرها تجربة الهويات النسوية واليهودية والمزراحية في الأسرة والحياة العامة.

## السيرة الشخصية
ولدت شكاليم في طهران، عاصمة إيران، لنوريت وبيرتس شكاليم، وهي الثانية من بين أبنائهما الخمسة. وفي عام 1958، عندما كانت في الرابعة من عمرها، هاجرت العائلة إلى إسرائيل، حيث أصبح والدها تاجر سجاد وصاحب سلسلة متاجر.
بعد خدمتها الوطنية، أكملت شهادة البكالوريوس في الأدب والتاريخ من جامعة بار إيلان. ثم تزوجت وأنجبت ثلاثة أطفال. وفي وقت لاحق، طُلقت. وفي أوائل التسعينيات، تم إرسال زوجها إلى الولايات المتحدة لمدة أربع سنوات للعمل، وكان ذلك عندما بدأت الكتابة، حيث انفصلت عن المنزل والأصدقاء والعائلة والعمل. تقول شكاليم إنها لا تتأثر بالكتاب الآخرين، وهي في الحقيقة لا تقرأ الشعر، لأنها عندما تقرأ لا تكتب.
أكملت شكاليم درجة الماجستير في جامعة واشنطن في الولايات المتحدة، ثم تابعت الدراسة للحصول على درجة الدكتوراه في جامعة تل أبيب قسم التاريخ اليهودي. مجال بحثها هو تقاليد الجاليات اليهودية المختلفة، والجالية اليهودية الفارسية على وجه الخصوص. كانت المدير المؤسس لمركز التراث اليهودي في متحف أرض إسرائيل في تل أبيب، وعملت كمرشد إقليمي ووطني عن الفن اليهودي لوزارة التربية والتعليم، كما كتبت وحررت مواد تعليمية حول تقاليد الأعياد للمجتمعات المختلفة في إسرائيل. في بحثها، لا تتتبع شكاليم الجذور الدينية والثقافية للتقاليد اليهودية وتعبيراتها فحسب، بل تتعقب أيضًا كيف تأثرت هذه التقاليد بالبيئة غير اليهودية التي تشكلت فيها.

## الشعر
تتعامل شكاليم في شعرها مع نقطة التقاء بين الشرق والغرب، ووضع المرأة في الثقافتين الفارسية والمزراحية، مع استعادة النصوص القانونية لخلق الحوارات الجارية مع الكتاب المقدس، والمشناه، والتلمود، والمدراش، والآقداة، وكذلك piyyut، والأدب اليهودي وأكثر. يصف عملها نضال المرأة المزراحية من أجل المساواة وتحقيق الذات، والتناقض الذي تعيشه المرأة الإسرائيلية الحديثة، النسوية والمتدينة، التي نشأت في ظل ثقافة نظام أبوي قبيلي مزراحي.
تستمد شكاليم من تجربتها الخاصة، قادمة من خلفية تعلمت أن تخجل منها، ونضالها مع هويتها الخاصة، وظهورها كنسوية مزراحية فخورة وحازمة. كتابها، شرقية («رياح شرقية شديدة») هو إلى حد كبير سيرتها الذاتية، وهو مدرج في مناهج الأدب المدرسي الإلزامي في إسرائيل.

## أعمال
- ما تحتاج المرأة لمعرفته מה צריכה אישה לדעת، שירים הוצאת ספר כנרת זמורה ביתן 2017.
- شرقية ספר שירים הוצאת שרקיה כנרת זמורה ביתן 2006.
- فسيفساء من تقاليد إسرائيل. ديفورا للنشر. أورشليم / نيويورك 2006.
- مختارات وكتب مدرسية ومجلات ومراجعات أدبية مختلفة

## روابط خارجية
- الموقع الرسمي
- إستير شكاليم  على فيسبوك.